# 大前広樹
大前 広樹（おおまえ ひろき、1979年〈昭和54年〉 - ）は、日本のゲームプログラマー、ユニティ・テクノロジーズ・ジャパン代表取締役社長。

## 来歴・人物
1979年生まれ。父は経営コンサルタントの大前研一、母は音楽家の大前ジャネット。
早稲田実業中学校を経て、アメリカの高校を卒業後、南カリフォルニア大学コンピュータサイエンス学部中退、ITベンチャー企業に就職。
フロム・ソフトウェアに入社し、プログラマーとしてゲーム開発環境の設計・開発やミドルウェアの評価・導入などを行った。
2010年（平成22年）11月、ゲームエンジン「Unity」の日本普及活動を開始。2011年（平成23年）9月、ユニティ・テクノロージーズ・ジャパンの立ち上げに参加した。
2023年（令和5年）2月1日、ユニティ・テクノロジーズ・ジャパンの社長に就任した。